# Arberoue (pays)
Pour les articles homonymes, voir Arberoue.
L’Arberoue (Arberoa en basque) est un pays historique de la province basque de Basse-Navarre, dans le département des Pyrénées-Atlantiques.

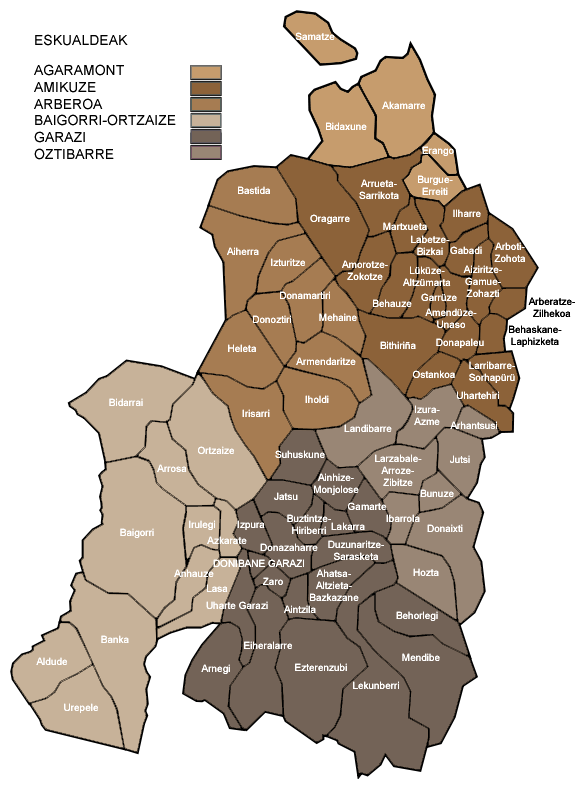
L'Arberoue en Basse-Navarre

## Géographie
Le pays d'Arberoue est formé par la vallée de l'Arbéroue. Cette rivière prend sa source à Hélette, traverse les communes de Saint-Esteben, Saint-Martin-d'Arberoue, Isturitz, Ayherre et La Bastide-Clairence, puis forme le Lihoury en se joignant au ruisseau de Laharanne, entre les communes d'Orègue et de Bardos.
Le paysage de l'Arberoue est composé de collines et de petites montagnes dont l'altitude augmente vers le sud : Abarratia (345 m), Eltzarruze (421 m), Garralda (470 m), Hoxahandia (577 m), Baigura (897 m).

## Régions limitrophes
Le pays d'Arberoue est délimité par :
- au nord et à l'ouest, le Labourd
- au nord-est, le Pays de Mixe
- au sud, le Pays de Cize
- au sud-ouest, Baïgorry-Ossès
- au sud-est, le pays d'Ostabarret

## Communes
- Ayherre[1]
- Armendarits
- La Bastide-Clairence
- Saint-Martin-d'Arberoue
- Saint-Esteben
- Hélette
- Iholdy
- Irissarry
- Isturits
- Méharin

## Toponymie

Blason de la Navarre

Le toponyme Arberoue apparaît sous les formes 
Erberua (vers 980, titres du chapitre de Bayonne), 
Arberoe et Alberao (respectivement 1080 et 1120, collection Duchesne volume CXIV), 
Vallis Aberoa (1186, cartulaire de Bayonne), 
Arberoa (1194, bulle d’Urbain II, d'après Pierre de Marca), 
Pays d’Arbore et Aberoe (1501 pour ces deux graphies, titres du chapitre de Bayonne) et 
Pays d’Arberoue (1863).

## Pays historiques de Basse-Navarre
- Agramont (Agaramont)
- Pays de Mixe (Amikuze)
- Arberoue (Arberoa)
- Baïgorry-Ossès (Baigorri-Ortzaize)
- Pays de Cize (Garazi)
- Ostabarret (Oztibarre)[7]